# Pseudopolyzonus
Pseudopolyzonus is een kevergeslacht uit de familie van de boktorren (Cerambycidae). De wetenschappelijke naam van het geslacht werd voor het eerst geldig gepubliceerd in 2012 door Bentanachs.

## Soorten
Pseudopolyzonus is monotypisch en omvat slechts de volgende soort:
- Pseudopolyzonus latefasciatus (Hüdepohl, 1998)